# Eva Byte
Eva Byte foi uma apresentadora virtual criada para a revista eletrônica Fantástico. Foi interpretada pela radialista e professora de comunicação Helen Britto.
Sua produção foi composta por cerca de 15 profissionais durante três meses até sua primeira aparição no programa em 18 de Abril de 2004, ainda sob o pseudônimo de Nica Shelley, Tendo seu nome definitivo foi escolhido nas semanas seguintes por meio de votação popular por meio de Internet e Correios.
Sua saída do programa ocorreu durante o ano de 2009, ocasionada pela perda de espaço para outras atrações do jornalístico, tendo retornado novamente apenas em 2023, por ocasião dos 50 anos de exibição da revista eletrônica.